# Brandenburgischer Landespokal 2015/16
Der Krombacher Pokal 2015/16 war die 26. Austragung des brandenburgischen Landespokals der Männer im Amateurfußball. Der SV Babelsberg 03 setzte sich, am 28. Mai 2016, im Finale gegen den FSV 63 Luckenwalde mit 3:1 durch und wurde, zum neunten Mal, Landespokalsieger. Durch diesen Sieg qualifizierte sich der SV Babelsberg 03 für den DFB-Pokal 2016/17.
Das Endspiel fand erstmals, im Rahmen des Finaltages der Amateure, im Werner-Seelenbinder-Stadion in Luckenwalde statt.

## Termine
Die Spiele des brandenburgischen Landespokals wurden an folgenden Terminen ausgetragen:
Qualifikation: 25. Juli 2015

1. Hauptrunde: 5. – 9. August 2015

2. Hauptrunde: 2. – 6. September 2015

Achtelfinale: 10. – 11. Oktober 2015

Viertelfinale: 14. – 15. November 2015

Halbfinale: 26. März 2016

Finale: 28. Mai 2016

## Teilnehmende Mannschaften
Für den Brandenburgischen Landespokal 2015/16 qualifizierten sich alle brandenburgischen Mannschaften der 3. Liga, Regionalliga Nordost, Oberliga Nordost, Brandenburg-Liga, Landesliga, sowie die acht Kreispokalsieger. Ausnahme sind zweite Mannschaften höherklassiger Vereine.
Folgende Mannschaften nahmen in diesem Jahr am Brandenburgischen Landespokal teil (In Klammern ist die Ligaebene angegeben, in der der Verein spielt):
| 3. Liga brandenburgische Vertreter der Saison 2015/16 | Regionalliga Nordost brandenburgische Vertreter der Saison 2015/16    | Oberliga Nordost brandenburgische Vertreter der Saison 2015/16 | Brandenburg-Liga 16 Vertreter der Saison 2015/16 | Landesliga Staffel Nord 15 Vertreter der Saison 2015/16 | Landesliga Staffel Süd 15 Vertreter der Saison 2015/16 |
| FC Energie Cottbus (3L) | FSV 63 Luckenwalde (RL) SV Babelsberg 03 (RL) FSV Optik Rathenow (RL) | FSV Union Fürstenwalde (OL) Brandenburger SC Süd 05 (OL) 1. FC Frankfurt (OL) SV Victoria Seelow (OL) FC Strausberg (OL) SV Altlüdersdorf (OL) SV Germania 90 Schöneiche (OL) | SV Grün-Weiß Brieselang (VL) VfB 1921 Krieschow (VL) Breesener SV Guben Nord (VL) SC Eintracht Miersdorf/Zeuthen (VL) RSV Waltersdorf 1909 (VL) Eisenhüttenstädter FC Stahl (VL) Werderaner FC Viktoria 1920 (VL) FC Stahl Brandenburg (VL) Märkischer SV 1919 Neuruppin (VL) SV Schwarz-Rot Neustadt (Dosse) (VL) TuS 1896 Sachsenhausen (VL) Oranienburger FC Eintracht 1901 (VL) FV Preussen Eberswalde (VL) RSV Eintracht 1949 (VL) SV Falkensee-Finkenkrug (VL) VfB Hohenleipisch 1912 (VL) | SG Union Klosterfelde (LL) BSC Rathenow 1994 (LL) FSV Babelsberg 74 (LL) SG Michendorf (LL) TSG Einheit Bernau (LL) FSV Forst Borgsdorf (LL) FC Schwedt 02 (LL) Schönwalder SV 53 (LL) FSV Bernau (LL) FC 98 Hennigsdorf (LL) SC Oberhavel Velten (LL) SV 1920 Zehdenick (LL) FC Falkenthaler Füchse 1994 (LL) SSV Einheit Perleberg (LL) TSV Chemie Premnitz (LL) | Ludwigsfelder FC (LL) BSC Preußen 07 Blankenfelde-Mahlow (LL) SG Phönix Wildau 95 (LL) FV Blau-Weiß 90 Briesen/Mark (LL) Storkower SC (LL) FSV Dynamo Eisenhüttenstadt (LL) 1. FC Guben (LL) SV Grün-Weiß Lübben (LL) SG Burg (LL) MSV 19 Rüdersdorf (LL) FSV Glückauf Brieske-Senftenberg (LL) Kolkwitzer SV 1896 (LL) SV Blau-Weiß Petershagen-Eggersdorf (LL) SV Wacker 09 Cottbus Ströbitz (LL) FV Erkner 1920 (LL) |
| Kreispokalsieger 8 Kreispokalsieger der Saison 2014/15 |                                                                       | | | | |
| Dahme/Fläming SV Frankonia Wernsdorf (LK) | Havelland 1 SV Falkensee-Finkenkrug II (LK)                           | Niederlausitz VfB Cottbus 97 (LK) | Oberhavel/Barnim FC Kemmen 1920 (KOL) | Ostbrandenburg FSV Preußen Bad Saarow (KOL) | Prignitz/Ruppin Lindower SV Grün-Weiß (KL) |
| Südbrandenburg SpVgg Blau-Weiß 90 Vetschau (KOL) | Uckermark SV Blau-Weiß 90 Gartz (LK)                                  | | | | |
| Ligaebene in Klammern: • 3L = 3. Liga • RL = Regionalliga • OL = Oberliga • VL = Verbandsliga • LL = Landesliga • LK = Landesklasse • KOL = Kreisoberliga • KL = Kreisliga |                                                                       | | | | |

## Spielmodus
Der brandenburgische Landespokal 2015/16 wurde im K.-o.-System ausgetragen. Es wird zunächst versucht, in 90 Minuten einen Gewinner auszuspielen. Sollte es danach unentschieden stehen, kommt es wie in anderen Pokalwettbewerben zu einer dreißigminütigen Verlängerung. Sollte danach immer noch kein Sieger feststehen, wird dieser dann im Elfmeterschießen nach dem bekannten Muster ermittelt.

## Qualifikation
| Datum      |                       | Ergebnis |                        |
| ---------- | --------------------- | -------- | ---------------------- |
| 25.07.2015 | FC Kremmen 1920 (KOL) | 1:3      | BSC Rathenow 1994 (LL) |

## 1. Hauptrunde
An der 1. Hauptrunde nahm der Sieger der Qualifikationsrunde und die restlichen 63 Mannschaften teil.
| Datum      |                                         | Ergebnis              |                                          |
| ---------- | --------------------------------------- | --------------------- | ---------------------------------------- |
| 05.08.2015 | SpVgg Blau-Weiß 90 Vetschau (KOL)       | 0:5                   | FC Energie Cottbus (3L)                  |
| 07.08.2015 | FSV Forst Borgsdorf (LL)                | 1:5                   | FSV Optik Rathenow (RL)                  |
| 07.08.2015 | SG Union Klosterfelde (LL)              | 0:1                   | SV Victoria Seelow (OL)                  |
| 07.08.2015 | Kolkwitzer SV 1896 (LL)                 | 1:3                   | Werderaner FC Viktoria 1920 (VL)         |
| 08.08.2015 | FSV Preußen Bad Saarow (KOL)            | 0:2                   | SV Blau-Weiß Petershagen-Eggersdorf (LL) |
| 08.08.2015 | FC Falkenthaler Füchse 1994 (LL)        | 0:1                   | SV Falkensee-Finkenkrug (VL)             |
| 08.08.2015 | FC Borussia Brandenburg (KOL)           | 00:14                 | SV Altlüdersdorf (OL)                    |
| 08.08.2015 | SSV Einheit Perleberg (LL)              | 0:5                   | Märkischer SV 1919 Neuruppin (VL)        |
| 08.08.2015 | TSG Einheit Bernau (LL)                 | 2:1                   | FC Stahl Brandenburg (VL)                |
| 08.08.2015 | SV Blau-Weiß 90 Gartz (LK)              | 0:3                   | Oranienburger FC Eintracht 1901 (VL)     |
| 08.08.2015 | Schönwalder SV 53 (LL)                  | 2:5                   | Brandenburger SC Süd 05 (OL)             |
| 08.08.2015 | FSV Babelsberg (LL)                     | 2:2 n. V. (3:5 i. E.) | FV Preussen Eberswalde (VL)              |
| 08.08.2015 | SG Michendorf (LL)                      | 0:5                   | TuS 1896 Sachsenhausen (VL)              |
| 08.08.2015 | SV Zehdenick (LL)                       | 2:3                   | SV Grün-Weiß Brieselang (VL)             |
| 08.08.2015 | SC Oberhavel Velten (LL)                | 2:1                   | SV Schwarz-Rot Neustadt (Dosse) (VL)     |
| 08.08.2015 | TSV Chemie Premnitz (LL)                | 0:6                   | FC Strausberg (OL)                       |
| 08.08.2015 | Ludwigsfelder FC (LL)                   | 1:0                   | SV Germania 90 Schöneiche (OL)           |
| 08.08.2015 | FV Erkner 1920 (LL)                     | 1:2                   | 1. FC Frankfurt (OL)                     |
| 08.08.2015 | SG Burg (LL)                            | 1:7                   | FSV 63 Luckenwalde (RL)                  |
| 08.08.2015 | FV Blau-Weiß 90 Briesen/Mark (LL)       | 2:1                   | VfB 1921 Krieschow (VL)                  |
| 08.08.2015 | MSV 19 Rüdersdorf (LL)                  | 1:0                   | SC Eintracht Miersdorf/Zeuthen (VL)      |
| 08.08.2015 | SV Frankonia Wernsdorf (LK)             | 3:3 n. V. (4:2 i. E.) | 1. FC Guben (LL)                         |
| 08.08.2015 | SV Wacker 09 Cottbus Ströbitz (LL)      | 2:0                   | Eisenhüttenstädter FC Stahl (VL)         |
| 08.08.2015 | SG Phönix Wildau 95 (LL)                | 0:1                   | RSV Waltersdorf 1909 (VL)                |
| 08.08.2015 | SV Grün-Weiß Lübben (LL)                | 1:2                   | VfB Hohenleipisch 1912 (VL)              |
| 08.08.2015 | VfB Cottbus 97 (LL)                     | 0:6                   | RSV Eintracht 1949 (VL)                  |
| 08.08.2015 | BSC Preußen 07 Blankenfelde-Mahlow (LL) | 3:2 n. V.             | FSV Glückauf Brieske-Senftenberg (LL)    |
| 08.08.2015 | FSV Dynamo Eisenhüttenstadt (LL)        | 0:6                   | FSV Union Fürstenwalde (OL)              |
| 08.08.2015 | Storkower SC (LL)                       | 0:1                   | Breesener SV Guben Nord (VL)             |
| 08.08.2015 | BSC Rathenow (LL)                       | 4:1 n. V.             | FC Schwedt 02 (LL)                       |
| 08.08.2015 | FSV Bernau (LL)                         | 1:0                   | FC 98 Hennigsdorf (LL)                   |
| 09.08.2015 | Lindower SV Grün-Weiß (KL)              | 00:11                 | SV Babelsberg 03 (RL)                    |

## 2. Hauptrunde
An der 2. Hauptrunde nahmen die 32 Sieger der 1. Hauptrunde teil.
| Datum      |                                          | Ergebnis              |                                         |
| ---------- | ---------------------------------------- | --------------------- | --------------------------------------- |
| 02.09.2015 | MSV 19 Rüdersdorf (LL)                   | 01:12                 | FC Energie Cottbus (3L)                 |
| 04.09.2015 | Oranienburger FC Eintracht 1901 (VL)     | 2:4                   | Brandenburger SC Süd 05 (OL)            |
| 04.09.2015 | FSV Bernau (LL)                          | 2:1                   | SV Falkensee-Finkenkrug (VL)            |
| 05.09.2015 | SV Frankonia Wernsdorf (LK)              | 4:1 n. V.             | BSC Preußen 07 Blankenfelde-Mahlow (LL) |
| 05.09.2015 | RSV Eintracht 1949 (VL)                  | 0:4                   | FSV Union Fürstenwalde (OL)             |
| 05.09.2015 | SV Wacker 09 Cottbus Ströbitz (LL)       | 0:1                   | VfB Hohenleipisch 1912 (VL)             |
| 05.09.2015 | SV Blau-Weiß Petershagen-Eggersdorf (LL) | 1:5                   | FSV 63 Luckenwalde (RL)                 |
| 05.09.2015 | Werderaner FC Viktoria 1920 (VL)         | 2:2 n. V. (3:5 i. E.) | 1. FC Frankfurt (LL)                    |
| 05.09.2015 | Breesener SV Guben Nord (VL)             | 2:2 n. V. (3:2 i. E.) | RSV Waltersdorf 1909 (VL)               |
| 05.09.2015 | FV Blau-Weiß 90 Briesen/Mark (LL)        | 10:3 1                | Ludwigsfelder FC (LL)                   |
| 05.09.2015 | TSG Einheit Bernau (LL)                  | 2:1                   | FV Preussen Eberswalde (VL)             |
| 05.09.2015 | SC Oberhavel Velten (LL)                 | 1:2                   | FC Strausberg (OL)                      |
| 05.09.2015 | SV Grün-Weiß Brieselang (VL)             | 3:0                   | Märkischer SV 1919 Neuruppin (VL)       |
| 05.09.2015 | SV Victoria Seelow (OL)                  | 2:4                   | FSV Optik Rathenow (RL)                 |
| 06.09.2015 | TuS 1896 Sachsenhausen (VL)              | 2:4 n. V.             | SV Altlüdersdorf (OL)                   |
| 06.09.2015 | BSC Rathenow 1994 (LL)                   | 1:5                   | SV Babelsberg 03 (RL)                   |

## Achtelfinale
Am Achtelfinale nahmen die 16 Sieger der 2. Hauptrunde teil.
| Datum      |                              | Ergebnis  |                             |
| ---------- | ---------------------------- | --------- | --------------------------- |
| 10.10.2015 | SV Frankonia Wernsdorf (LK)  | 0:6       | FC Energie Cottbus (3L)     |
| 10.10.2015 | SV Altlüdersdorf (OL)        | 2:4 n. V. | FSV 63 Luckenwalde (RL)     |
| 10.10.2015 | 1. FC Frankfurt (OL)         | 1:2       | FC Strausberg (OL)          |
| 10.10.2015 | FSV Bernau (LL)              | 1:2       | VfB Hohenleipisch 1912 (VL) |
| 10.10.2015 | SV Grün-Weiß Brieselang (VL) | 0:1 n. V. | SV Babelsberg 03 (RL)       |
| 10.10.2015 | Breesener SV Guben Nord (VL) | 0:2       | FSV Union Fürstenwalde (OL) |
| 10.10.2015 | Ludwigsfelder FC (LL)        | 7:5 n. V. | TSG Einheit Bernau (LL)     |
| 11.10.2015 | Brandenburger SC Süd 05 (OL) | 2:3       | FSV Optik Rathenow (RL)     |

## Viertelfinale
Am Viertelfinale nahmen die acht Sieger des Achtelfinals teil.
| Datum      |                             | Ergebnis  |                             |
| ---------- | --------------------------- | --------- | --------------------------- |
| 14.11.2015 | Ludwigsfelder FC (LL)       | 3:2 n. V. | VfB Hohenleipisch 1912 (VL) |
| 14.11.2015 | FC Strausberg (OL)          | 1:3       | SV Babelsberg 03 (RL)       |
| 14.11.2015 | FSV 63 Luckenwalde (RL)     | 1:0 n. V. | FC Energie Cottbus (3L)     |
| 15.11.2015 | FSV Union Fürstenwalde (OL) | 2:0       | FSV Optik Rathenow (RL)     |

## Halbfinale
Am Halbfinale nahmen die vier Sieger des Viertelfinales teil.
| Datum      |                             | Ergebnis |                         |
| ---------- | --------------------------- | -------- | ----------------------- |
| 26.03.2016 | FSV Union Fürstenwalde (OL) | 0:2      | SV Babelsberg 03 (RL)   |
| 26.03.2016 | Ludwigsfelder FC (LL)       | 0:1      | FSV 63 Luckenwalde (RL) |

## Finale
| FSV 63 Luckenwalde                                                     | FSV 63 Luckenwalde | SV Babelsberg 03 | SV Babelsberg 03 |
| ---------------------------------------------------------------------- | --- | --- | ---------------- |
| FSV 63 Luckenwalde                                                     | \| 28. Mai 2016 um 12:30 Uhr in Luckenwalde (Werner-Seelenbinder-Stadion) \| \| Ergebnis: 1:3 (0:1)[1] \| \| Zuschauer: 3.042 \| \| Schiedsrichter: Henry Müller \| \| Spielbericht \|                                                                                   | \| 28. Mai 2016 um 12:30 Uhr in Luckenwalde (Werner-Seelenbinder-Stadion) \| \| Ergebnis: 1:3 (0:1)[1] \| \| Zuschauer: 3.042 \| \| Schiedsrichter: Henry Müller \| \| Spielbericht \|                                                                                | SV Babelsberg 03 |
| FSV 63 Luckenwalde                                                     | Robert Petereit – Andrè Leimbach (76. Erik Zerna), Marcel Hadel , Tobias Francisco, Denys Repetylo (74. Felix Nachtigall) – Aaron Bogdan, Clemens Koplin, Florian Schmidt, Quentin Fouley (63. Tim Stober), Sascha Guthke – Mame Mbar Diouf Cheftrainer: Ingo Nachtigall | Marvin Gladrow – Severin Mihm, Erdal Akdarı, Ugurtan Cepni, Laurin von Piechowski, Philip Saalbach – Bilal Çubukçu (88. Christian Schönwalder), Enes Uzun (67. Lovro Sindik), Leon Hellwig – Andis Shala , Matthias Steinborn (80. Onur Uslucan) Cheftrainer: Cem Efe | SV Babelsberg 03 |
| FSV 63 Luckenwalde                                                     | 1:2 Felix Nachtigall (89.) | 0:1 Andis Shala (34.) 0:2 Lovro Sindik (72.) 1:3 Onur Uslucan (90.+5') | SV Babelsberg 03 |
| FSV 63 Luckenwalde                                                     | Andrè Leimbach, Robert Petereit, Marcel Hadel | Ugurtan Cepni | SV Babelsberg 03 |
| FSV 63 Luckenwalde                                                     | Spieler des Spiels: Marvin Gladrow – SV Babelsberg 03 | | SV Babelsberg 03 |
| 28. Mai 2016 um 12:30 Uhr in Luckenwalde (Werner-Seelenbinder-Stadion) | | |                  |
| Ergebnis: 1:3 (0:1)                                                    | | |                  |
| Zuschauer: 3.042                                                       | | |                  |
| Schiedsrichter: Henry Müller                                           | | |                  |
| Spielbericht                                                           | | |                  |

## Beste Torschützen
Nachfolgend sind die besten Torschützen des brandenburgischen Landespokals aufgeführt.
| Rang | Spieler           | Klub                    | Tore |
| ---- | ----------------- | ----------------------- | ---- |
| 1    | Andis Shala       | SV Babelsberg 03        | 10   |
| 2    | Renè Görisch      | Brandenburger SC Süd 05 | 6    |
|      | Jack Krumnow      | SV Altlüdersdorf        | 6    |
| 3    | / Rifat Gelici    | FSV Union Fürstenwalde  | 4    |
|      | Tobias Grundler   | SV Babelsberg 03        | 4    |
|      | Ringo Kretzschmar | FC Strausberg           | 4    |

## Der Landespokalsieger im DFB-Pokal 2016/17
| Datum      | Heim                  | Ergebnis | Auswärts         | Runde         |
| ---------- | --------------------- | -------- | ---------------- | ------------- |
| 20.08.2016 | SV Babelsberg 03 (RL) | 0:4      | SC Freiburg (1L) | 1. Hauptrunde |